# Gustavo Monje
Gustavo Monje (n. 8 de junio de 1972) es un actor, director, dramaturgo y docente argentino fundador de TBS Very funny.

## Carrera
Actuó como extra en el filme La Noche de los Lápices (1986) y debutó profesionalmente en el año 1990 con la obra Invasiones Inglesas.

## Formación artística
- 1985 - Actuación: Ricardo Passano
- 1989 - 1993 Conservatorio Nacional de Arte Dramático
- 1990 - Actuación: Vivi Tellas
- 1994 - Actuación: Carlos Gandolfo
- 1995 - Actuación: Joy Morris
- 2003 - 2005 Actuación: Berta Goldemberg

## Teatro

### Actuación
- 2022 "Kinky Boots"
- 2022 "El Salpicón"
- 2022 ''Los 80 están de vuelta'' Teatro Atlas - Mar del Plata
- 2021 Elizabeth  Teatro Regina
- 2020 Kinky Boots   Teatro Astral
- 2019  Mucho Ruido y pocas Nueces   Teatro La Comedia. dirigida por Jorge Azurmendi
- 2019  Los Fantstickos   Teatro C.C. San Martin. dirigida por Diego Ramos
- 2017/18/19  Sugar   Teatro Lola Membrives. dirigida por Arturo Puig
- 2017/18  Mi Perro Lopez   Teatro 25 de mayo/C.C.San Martin. Premio Atina- Intérprete Masculino. Nominado Premio Hugo- Intérprete masculino
- 2017  Lord   Teatro Astral. dirigida por Pepe Cibrian Campoy y Valeria Ambrosio
- 2015/16  Tiempos relativos   Teatro Picadilli. Escrita y dirigida por Ricky Pashkus.
- 2015/16   Caso de éxito
- 2015 Bollywood 2 Centro Cultural Borges
- 2015 Damas y Sres del musical  Teatro Gran Rex
- 2014  El capitán Beto  Teatro Nacional Cervantes
- 2014  1.er Beso Teatro El Cubo
- 2014  Brillantísima Teatro Atlas (MDQ)-Teatro Astros
- 2013  Locos Recuerdos - Teatro Nacional Cervantes
- 2012-2013  Escandalosas - Dirección: Carlos Moreno
- 2012  Popera' - Dirección: Valeria Ambrosio
- 2012  Don Quijote de las Pampas - Dirección: Julian Howard
- 2012  Los Fabulosos Grimm
- 2011  Gotitas de primavera
- 2011  Deportados de Neverland - Dirección: Walter Velázquez
- 2010  Los Fabulosos Grimm[1]
- 2010  Antes de que me olvide - De Enrique Pinti. Dirección  Ricky Pashkus
- 2009  Una visita inoportuna - De Copi - Dirección: Stéphan Druet
- 2009  Caravan, the jazz musical - Dirección: Omar Pacheco
- 2008  Tres para el té[2]
- 2008  Casi ángeles - Dirección: Cris Morena
- 2008  La jaula de las locas
- 2007  Un cierto concierto - Dirección: Enrique Federman
- 2006-2007  Sweet Charity - Dirección: Larry Raven
- 2006  La O de Odiseo - Dirección: Cecilia Miserere
- 2005-2006  Fotos de infancias - Dirección: Berta Goldenberg
- 2005 3340 con humos de cabaret Teatro Anfitrión
- 2005  Aladín, será genial - Dirección: Ariel Del Mastro
- 2004  La ópera de tres centavos - Dirección: Betty Gambartes
- 2003  Zorba - Dirección: Elena Tritek
- 2003  Amor Invisible - Dirección: José Muñoz
- 2002  Candombe Nacional - Dirección: Ricky Pashkus
- 2001-2002-2003  Huesito Caracú - Dirección: Hugo Midón
- 2001  Grease - Dirección: Rubén Ayala
- 2000  Bent - Dirección: Alex Benn
- 2000  Los caballeros de la mesa ratona- - Dirección: Yamil Ostrovsky[3]
- 2000  Cenicienta, la historia continúa - Dirección: Daniel Casablanca
- 2000  Shakespiriando - Dirección: Claudio Hochman
- 1998-1999  La Bella y la Bestia - Dirección: Keith Batten
- 1998  Boquitas pintadas (Manuel Puig)- Dirección: Oscar Aráiz
- 1997-1998  Stan & Oliver - Dirección: Hugo Midón
- 1997  Cassano Dancing con Eleonora Cassano
- 1995-1996  El Salpicón - Dirección: Hugo Midón
- 1994  Rebelión en la granja - Dirección: Víctor Laplace
- 1994  Botton Club' - Dirección: Aníbal Pachano
- 1993  Entre trusas e intrusos - Dirección: Andrés Basalo
- 1993  El Jorobado de París - Dirección: Pepe Cibrián
- 1991-1992  Drácula, el musical - Dirección: Pepe Cibrián
- 1990-1991  Doña Disparate y Bambuco de María Elena Walsh- Dirección: José María Paolantonio

### Dirección teatral y autoría
- 2017 El Mundo de Stefi y vos
- 2016 Ondulantes
- 2012 Los valerosos Clownies
- 2011 Gotitas de primavera - en sociedad con Giselle Pessacq[4]
- 2010 Los fabulosos Grimm - en sociedad con Giselle Pessacq[5]
- 2009 Segunda ópera prima - Teatro Maipo[6]
- 2008 Tres para el té - en sociedad con Giselle Pessacq[7]
- 2008 Clownies enrruedados